# Baldeo
Baldeo è una suddivisione dell'India, classificata come nagar panchayat, di Nnn abitanti, situata nel distretto di Mathura, nello stato federato dell'Uttar Pradesh. In base al numero di abitanti la città rientra nella classe V (da 5.000 a 9.999 persone).

## Geografia fisica
La città è situata a 27° 25' 0 N e 77° 49' 0 E e ha un'altitudine di 175 m s.l.m..

## Società

### Evoluzione demografica
Al censimento del 2001 la popolazione di Baldeo assommava a 9.695 persone, delle quali 5.236 maschi e 4.459 femmine. I bambini di età inferiore o uguale ai sei anni assommavano a 1.633, dei quali 900 maschi e 733 femmine. Infine, coloro che erano in grado di saper almeno leggere e scrivere erano 6.080, dei quali 3.894 maschi e 2.186 femmine.